# Pseudotremia acheron
Pseudotremia acheron är en mångfotingart som beskrevs av Shear 1972. Pseudotremia acheron ingår i släktet Pseudotremia och familjen Cleidogonidae. Inga underarter finns listade i Catalogue of Life.